# Visagio
A Visagio é uma empresa de consultoria fundada em 2003 no Rio de Janeiro.
Ela possui atuação global em mais de 30 países, tem escritórios localizados em São Paulo, Rio de Janeiro, Londres, Perth e Moscou e atende clientes de diversos setores como serviços financeiros, varejo, engenharia e construção, tecnologia, transporte, energia e mineração.
Em 2018, ela recebeu a quinta colocação no prêmio As Melhores Empresas para Trabalhar na categoria médias nacionais, o segundo lugar no Rio de Janeiro e também alcançou a segunda colocação entre empresas médias no GPTW TI e Telecom.
Em 2021, a empresa figurou entre as top três entre As Melhores Empresas para Trabalhar em TI, na categoria empresas de médio porte.